# Savukoski
Savukoski (enaresamiska: Suovâkuoškâ, nordsamiska: Suovvaguoika) är en kommun i östra delen av landskapet Lappland i Finland. Savukoski har 1 009 invånare (2021) och har en yta på 6 495,95 km². Kommunen gränsar till Sodankylä kommun i norr och väster, Pelkosenniemi kommun i sydväst, Salla kommun i sydost samt Ryssland i nordost.
Huvudort i kommunen är Savukoski kyrkoby som också utgör kommunens enda tätort enligt Statistikcentralens definition. Den 31 december 2015 hade Savukoski kyrkoby 418 invånare och Savukoski kommun hade då en tätortsgrad på 39,8 %.
Savukoski är en enspråkigt finsk kommun.
En del av kommunens yta utgörs av Urho Kekkonens nationalpark. Korvatunturi, fjället där Jultomten bor, finns i kommunen inom nationalparkens område, på gränsen till Ryssland.
Våtmarken som heter Äteritsiputeritsipuolilautatsijänkä ligger i Savukoski. Den är det längsta platsnamnet i Finland. Namnet torde inte betyda någonting, och är sannolikt ett skämt. En bar i Salla tog senare namnet, efter att alla ägarens tidigare namnförslag diskvalificerats av registermyndigheten som redan upptagna.

## Namn
Savukoski är kommunens officiella namn på både finska och svenska. Savukoski betyder "rökfors".

## Historia
Savukoski kommun och församling bildades 21 november 1916 efter beslut av Finlands senat genom utbrytning ur Sodankylä kommun och församling. År 1931 uppgick Savukoski församling i Pelkosenniemi församling. Den 1 januari 1992 skedde gränsjusteringar mellan Pelkosenniemi och Savukoski kommuner.

## Politik
Centern i Finland (1965–1988 benämnt Centerpartiet, före det Agrarförbundet) har varit det största partiet i kommunfullmäktige sedan 1968 då komplett partifördelning finns tillgänglig för första gången och har haft egen majoritet i valen 1976, 1984, 1992-2004 samt 2012. Näst största parti var Finlands landsbygdsparti i valen 1968-1972, Demokratiska förbundet för Finlands folk (sedan 1990 Vänsterförbundet) i valet 1976 och Samlingspartiet i valen 1980-2012. Finlands landsbygdsparti och Demokratiska förbundet för Finlands folk fick lika många mandat i valet 1968 men Finlands Landsbygdsparti fick fler röster. Samlingspartiet och Demokratiska förbundet för Finlands folk fick lika många mandat i valet 1980 men Samlingspartiet fick fler röster.

### Mandatfördelning i Savukoski kommun, valen 1964–2021
Statistik över kommunalval i Finland finns tillgänglig för enskilda kommuner från valet 1964 och framåt. Publikationen över kommunalvalet 1968 var den första som redovisade komplett partitillhörighet.
| 6 | 11 |

| 4 | 4 | 7 | 1 | 1 |

| 3 | 4 | 8 | 2 |

| 5 | 9 | 1 | 2 |

| 4 | 1 | 8 | 4 |

| 3 | 1 | 9 | 4 |

| 3 | 1 | 1 | 8 | 4 |

| 3 | 1 | 9 | 4 |

| 3 | 11 | 3 |

| 2 | 1 | 10 | 4 |

| 2 | 1 | 9 | 5 |

| 11 | 6 |

| 1 | 1 | 8 | 7 |

| 12 | 5 |

| 3 | 1 | 9 | 4 |

| 13 | 4 |

| 2 | 7 | 4 |

| 7 | 6 |

| 1 | 2 | 6 | 4 |

| 6 | 7 |

### Valresultat i kommunalvalet 2017
| Parti                 | Parti                 | Röstfördelning | Röstfördelning | Röstfördelning | Röstfördelning | Mandatfördelning | Mandatfördelning |
| Parti                 | Parti                 | Antal          | Andel %        | Antal +−       | Andel % +−     | Antal            | +−               |
| --------------------- | --------------------- | -------------- | -------------- | -------------- | -------------- | ---------------- | ---------------- |
|                       | Centern i Finland     | 337            | 49,9           | -35            | +0,1           | 7                | -2               |
|                       | Samlingspartiet       | 202            | 29,9           | +20            | +5,6           | 4                | 0                |
|                       | Vänsterförbundet      | 98             | 14,5           | -18            | -1,0           | 2                | -1               |
|                       | Sannfinländarna       | 38             | 5,6            | -39            | -4,7           | 0                | -1               |
| Giltiga röster totalt | Giltiga röster totalt | 675            | 100,0          | -72            | —              | 13               | -4               |
| Ogiltiga röster       | Ogiltiga röster       | 11             | 1,6            | —              | —              |                  |                  |
| Valdeltagande         | Valdeltagande         | 686            | 76,8           | —              | +0,2           |                  |                  |
| Röstberättigade       | Röstberättigade       | 893            | —              | -91            | —              |                  |                  |

Källa:

## Demografi

### Befolkningsutveckling
| Befolkningsutvecklingen i Savukoski kommun 1920–2020 | Befolkningsutvecklingen i Savukoski kommun 1920–2020 | Befolkningsutvecklingen i Savukoski kommun 1920–2020 | Befolkningsutvecklingen i Savukoski kommun 1920–2020 | Befolkningsutvecklingen i Savukoski kommun 1920–2020 |
| --- | ---------------------------------------------------- | ---------------------------------------------------- | ---------------------------------------------------- | ---------------------------------------------------- |
| |                                                      |                                                      |                                                      |                                                      |
| År |                                                      |                                                      | Folkmängd                                            |                                                      |
| 1920 | 1920                                                 |                                                      | 818                                                  |                                                      |
| 1930 | 1930                                                 |                                                      | 1 084                                                |                                                      |
| 1940 | 1940                                                 |                                                      | 1 190                                                |                                                      |
| 1950 | 1950                                                 |                                                      | 1 758                                                |                                                      |
| 1960 | 1960                                                 |                                                      | 2 167                                                |                                                      |
| 1970 | 1970                                                 |                                                      | 2 183                                                |                                                      |
| 1975 | 1975                                                 |                                                      | 1 961                                                |                                                      |
| 1980 | 1980                                                 |                                                      | 1 931                                                |                                                      |
| 1985 | 1985                                                 |                                                      | 1 881                                                |                                                      |
| 1990 | 1990                                                 |                                                      | 1 774                                                |                                                      |
| 1995 | 1995                                                 |                                                      | 1 660                                                |                                                      |
| 2000 | 2000                                                 |                                                      | 1 472                                                |                                                      |
| 2005 | 2005                                                 |                                                      | 1 303                                                |                                                      |
| 2010 | 2010                                                 |                                                      | 1 179                                                |                                                      |
| 2015 | 2015                                                 |                                                      | 1 061                                                |                                                      |
| 2020 | 2020                                                 |                                                      | 1 009                                                |                                                      |
| Anm: Siffran för år 1940 avser hela befolkningen inklusive de som icke vistades i församlingen. För tidsserien 1975-2020 avser uppgifterna förhållandena den 31 december nämnda år enligt områdesindelningen den 1 januari 2022. |                                                      |                                                      |                                                      |                                                      |

### Språk
Befolkningen efter språk (modersmål) den 31 december 2021. Finska, svenska och samiska räknas som inhemska språk då de har officiell status i landet. Resten av språken räknas som främmande. För språk med färre än 10 talare är siffran dold av Statistikcentralen på grund av sekretesskäl. För Savukoski kommun betyder det att inget främmande språk framgår i tabellen på grund av för få antal talare.
| Språk 2021-12-31             | Talare | %       |
| ---------------------------- | ------ | ------- |
| Hela befolkningen            | 1 009  | 100,0 % |
| Finska                       | 995    | 98,6 %  |
| Samiska                      | 4      | 0,4 %   |
| Svenska                      | 3      | 0,3 %   |
| Främmande språk totalt       | 7      | 0,7 %   |
| Språk med färre än 10 talare | 7      | 0,7 %   |